# Streetcleaner
Streetcleaner là album phòng thu đầu tay của ban nhạc industrial metal người Anh Godflesh. Nó được phát hành ngày 13 tháng 11 năm 1989, qua Earache Records.

## Bối cảnh
Justin Broadrick phát biểu rằng tiếng trống máy được ảnh hưởng bởi những nghệ sĩ hip hop cuối thập niên 1980, đặc biệt là ở "Christbait Rising": "Đó là cố gắn của tôi trong việc sao chép rhythm sample trong 'Microphone Fiend' của Eric B & Rakim". Bìa album xuất phát từ một cảnh trong phim Altered States.
Năm track đầu tiên trong album được thu âm ở Soundcheck tại Birmingham, từ tháng 5-8, 1989. Năm track còn lại được thu âm ở Square Dance tại Derby vào tháng 5 năm 1989. Bốn track cuối cùng ban đầu được dự định phát hành dưới tên Tiny Tears EP, và là EP theo sau Godflesh EP. Song Earache Records lại muốn ban nhạc thu âm một album hoàn chỉnh, do đó Tiny Tears EP chưa bao giờ được phát hành độc lập. Bốn track kia trở thành track đi kèm trong ấn bản CD.

## Danh sách ca khúc
Tất cả các ca khúc được viết bởi J. K. Broadrick và G. C. Green, trừ khi có ghi chú.
| STT | Nhan đề                                            | Phổ nhạc                  | Thời lượng |
| --- | -------------------------------------------------- | ------------------------- | ---------- |
| 1.  | "Like Rats"                                        |                           | 4:28       |
| 2.  | "Christbait Rising"                                |                           | 7:00       |
| 3.  | "Pulp"                                             |                           | 4:21       |
| 4.  | "Dream Long Dead"                                  |                           | 5:22       |
| 5.  | "Head Dirt"                                        |                           | 6:13       |
| 6.  | "Devastator" (Broadrick, Green, Paul Neville)      |                           | 3:20       |
| 7.  | "Mighty Trust Krusher" (Broadrick, Green, Neville) |                           | 5:26       |
| 8.  | "Life Is Easy" (Broadrick, Green, Neville)         |                           | 4:53       |
| 9.  | "Streetcleaner" (Broadrick, Green, Neville)        |                           | 6:50       |
| 10. | "Locust Furnace"                                   | Broadrick, Green, Neville | 4:48       |
| 11. | "Tiny Tears" (track đi kèm CD)                     |                           | 3:24       |
| 12. | "Wound" (track đi kèm CD)                          |                           | 3:07       |
| 13. | "Dead Head" (track đi kèm CD)                      |                           | 4:07       |
| 14. | "Suction" (track đi kèm CD)                        |                           | 3:23       |

## Danh hiệu
| Năm                                      | Công bố           | Quốc gia       | Danh hiệu                                   | Vị trí |       |
| ---------------------------------------- | ----------------- | -------------- | ------------------------------------------- | ------ | ----- |
| 1995                                     | Alternative Press | Hoa Kỳ         | "Top 99 of '85 to '95"                      | 34     | [ 2 ] |
| 1998                                     | Alternative Press | Hoa Kỳ         | "The 90 Greatest Albums of the '90s"        | 79     | [ 3 ] |
| 2000                                     | Kerrang!          | Vương quốc Anh | "200 Albums for the Year 2000 (Industrial)" | 5      | [ 4 ] |
| 2000                                     | Terrorizer        | Vương quốc Anh | "100 Most Important Albums of the Eighties" | *      | [ 5 ] |
| 2002                                     | Revolver          | Hoa Kỳ         | "The 69 Greatest Metal Albums of All Time"  | 66     | [ 6 ] |
| "*" chỉ danh sách không xếp theo thứ tự. |                   |                |                                             |        |       |

## Thành phần tham gia
- G. Christian Green – bass, sản xuất
- Paul Neville – guitar (6–10)
- Justin Broadrick – guitar, giọng, sản xuất
- Pete Gault – kỹ thuật viên (1–5)
- Ric Peet – kỹ thuật viên (6–14)

## Bảng xếp hạng
| Bảng xếp hạng (1989) | Vị trí cao nhất |
| -------------------- | --------------- |
| UK Indie Chart       | 19              |